# Îlot du Verdelet
L'îlot du Verdelet se dresse à la pointe de Piégu sur la commune de Pléneuf-Val-André dans les Côtes-d'Armor. Grâce à l'initiative d'une association locale de protection de la nature et d'Edmond Tranin cet îlot fut érigé dès 1973 en réserve ornithologique avec une interdiction de chasse.

## Galerie

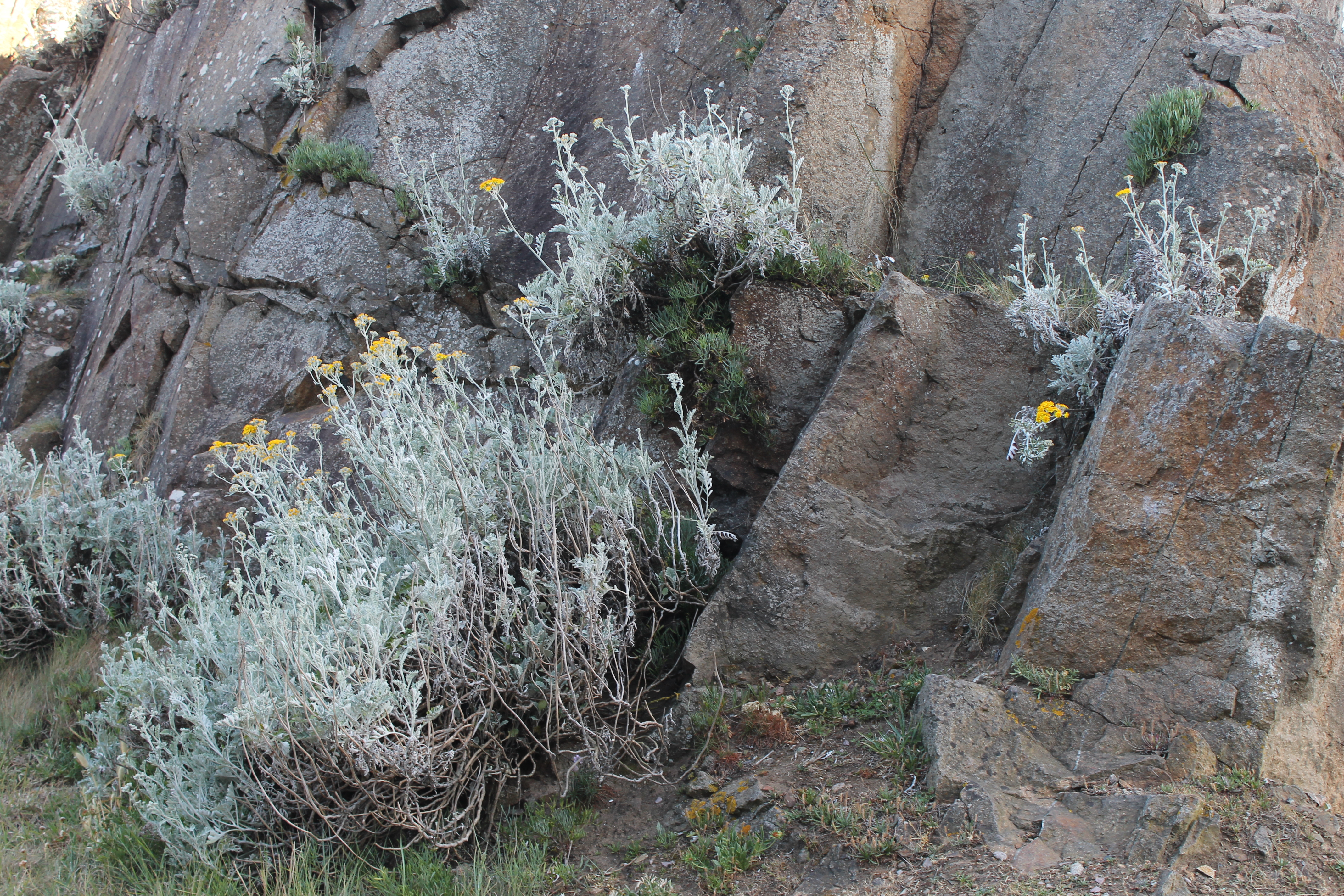
Plante locale.
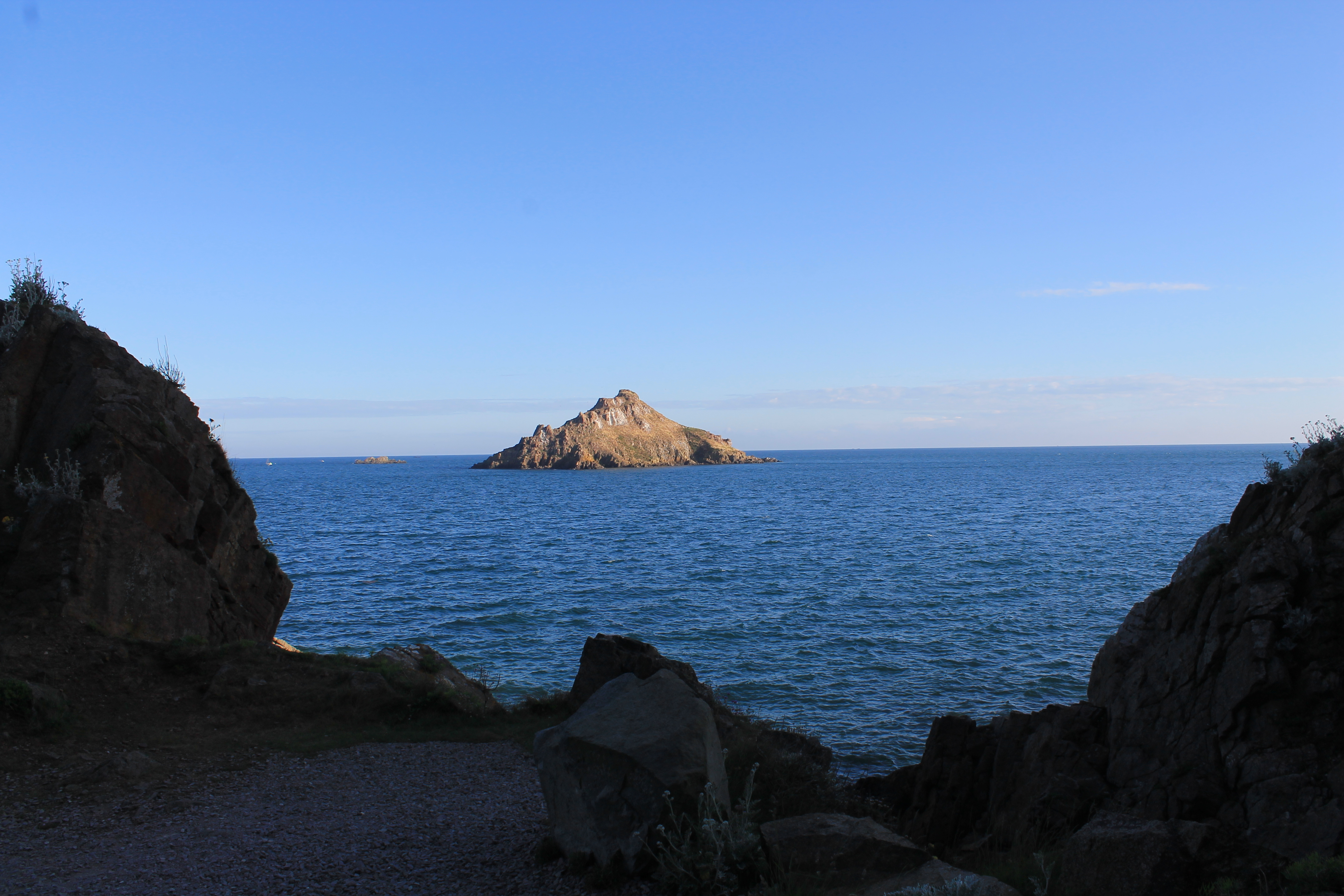
Le Verdelet à marée haute.